# Glasbena skupina
Glasbena skupina je skupina najmanj dveh glasbenikov, ki se skupaj glasbeno udejstvujejo. Za razliko od glasbeno-instrumentalnih zasedb glasbene skupine nimajo točno določeno število izvajalcev ter vrste glasbil.
Sodobna oznaka za glasbeno skupino še posebej v popularni glasbi je band iz angleščine.